# Parafia Narodzenia Najświętszej Maryi Panny w Jędrzychowicach
Parafia Narodzenia Najświętszej Maryi Panny w Jędrzychowicach – parafia rzymskokatolicka, znajdująca się w diecezji legnickiej, w dekanacie Zgorzelec.